# Блэтти, Уильям Питер
Уильям Питер Блэтти (англ. William Peter Blatty; 7 января 1928, Нью-Йорк, США — 12 января 2017, Бетесда, Мэриленд, США) — американский писатель, сценарист, кинопродюсер и кинорежиссёр. Автор романа «Изгоняющий дьявола» («Экзорцист») и сценарист/продюсер одноимённой экранизации 1973 года.

## Биография
Родился в семье выходцев из Ливана. В раннем возрасте, когда ему было 6 лет, отец бросает семью и уезжает на родину, в результате чего последующие годы он с матерью были вынуждены часто менять местожительства, сменив двадцать восемь адресов. Мать была религиозной женщиной, что повлияло на его детство и выбор мест обучения: католическая школа грамматики св. Стефана в Нью-Йорке (Catholic grammar school, St. Stephen’s), подготовительная средняя иезуитская школа в Бруклине (Jesuit High School), а также Джорджтаунский университет (Georgetown University) и позднее — Университет Джорджа Вашингтона (George Washington University), где он изучал английскую литературу. Юношей, а затем и молодым человеком, подобно тысячам своих сверстников, был вынужден рано начать зарабатывать на жизнь, и перепробовал много профессий — от коммивояжёра и водителя грузовика до редактора городской газеты.

### Литературная деятельность
В 1959 году в качестве «литературного негра» создал бестселлер «Дорогой подросток» для газетной колумнистки Эбигейл ван Бюрен, ведущей популярной колонки житейских советов «Дорогая Эбби». За эту книгу ван Бюрен её удостоили звания «Мать года», что вдохновило Блэтти на сочинение книг под собственным именем.
В 1949 году, в год окончания Джорджтаунского университета, один из преподавателей этого иезуитского учебного заведения, отец Томас В. Бермингем, предложил своему хорошо успевающему слушателю Блэтти взять темой диплома проблему «вселения нечистой силы в человека», и будущий писатель её реализовал. В 1951 году он поступил на военную дипломатическую службу в Военно-воздушные силы США, его корпус размещался в Бейруте. К этому времени относятся его первые литературные опыты. Его статьи печатались в различных журналах («The Saturday Evening Post» и др.).
После возвращения в США, в 1957—1958 годах он работал директором по связям с общественностью в Университете Южной Калифорнии.
В 1959 году опубликовал свою первую книгу — роман «Какой путь в Мекку, Джек?». Годом ранее он снялся в небольшой роли полисмена в фильме «Нет места для посадки». С этого начались его отношения с большим кинематографом, для которого впоследствии он готовил сценарии к комедийным фильмам («Человек из обеденного клуба», 1963; «Выстрел во тьме», 1964 и др.). Вскоре он стал одним из ведущих сценаристов комедий Голливуда. В середине 1960-х как автор начал сотрудничество с режиссёром Блейком Эдвардсом, для которого написал сценарии к картинам «Что ты делал на войне, папа?» (1966), «Ганн» (1967), «Любимая Лили» (1970).

### «Экзорцист»
Затем комедии утратили былую популярность, в его карьере произошёл спад, и, не имея возможности найти работу сценариста, писатель арендовал домик около озера Тахо и начинал работать над новым романом. История его написания началась давно. В конце 1940-х, еще будучи студентом Джорджтаунского университета, он впервые услышал историю об изгнании беса из 14-летнего мальчика в городке Маунт Райнер (Mount Rainer) штата Мэриленд. Тогда два иезуитских священника якобы изгнали демона из тела мальчика, проявлявшего перед этим сверхъестественные способности. Он бегло говорил и ругался на латинском языке, кровать под ним перемещалась по комнате, к тому же у него появилась большая сила. Статья репортёра Билла Бринкли (Bill Brinkley) об этом случае была напечатана в газете «Washington Post» 20 августа 1949 года, но этого мальчика ещё в мае того же года направили для реабилитации и последующего изучения этого необычного случая именно в госпиталь Джорджтаунского университета.
По одной из версий, начало будущей книге дал выигрыш в 10 тысяч долларов на телевизионном шоу Граучо Маркса (Groucho Marx) «Пари на вашу жизнь» («You Bet Your Life»). А когда ведущий Граучо спросил победителя, что он собирается делать с этой суммой денег, Уильям ответил, что планирует бросить работу, чтобы всё свободное время посвятить работе над романом. Но написание романа очень затянулось, так что Блэтти пришлось жить на пособие по безработице. В другом интервью Блэтти говорит, что эти 10 000 долларов он получил в 1970 году в качестве аванса от издательства «Bantam Books».
Спустя 9 месяцев напряжённой работы (по 14-18 часов в день) в нью-йоркском издательстве «Harper & Row», которому «Bantam Books» продала права на публикацию, в мае 1971 года тиражом в 200 000 экз. вышла книга на тему экзорцизма под названием «Изгоняющий дьявола» (Exorcist).
Хотя издательство потратило немало средств на раскрутку романа, книгу никто не хотел покупать. Возможно, потому, что слово Exorcist в её английском названии в то время мало кому было известно. Ведь это католический термин — протестанты традиционно с одержимыми не церемонились и сжигали их на кострах.
Продажи пошли в гору лишь тогда, когда Блэтти попал на популярное телевизионное ток-шоу The Dick Cavett Show. Он должен был провести на экране лишь несколько минут, но из-за проблем с другими гостями (программа транслировалась в прямом эфире) Блэтти выделили почти всю программу, и он проговорил об «Изгоняющем» 45 минут. Когда он объяснил толком, что значит «exorcist» и о чём рассказывает книга, её стали раскупать как горячие пирожки, и она больше года провела в «топах» бестселлеров.
После этого книга вышла в мягкой обложке тиражом 350 000 экз., а экземпляров дешёвого карманного издания было выпущено 4 млн лишь за первые полгода. В последующие годы только в США было продано 13 млн экземпляров, а к 2006 году она выдержала не менее сотни изданий во многих странах мира.
Этому способствовала также удачная экранизация романа режиссёром Уильямом Фридкиным. Картина «Изгоняющий дьявола», вышедшая на экраны в 1973 году, стала классикой не только фильмов ужасов, но и мирового кинематографа. В ней писатель снялся в короткой роли продюсера фильма для главной героини.

### Другие работы
С тех пор Уильям Блэтти писал в основном романы, в которых присутствуют демоны в переплетении с нестандартными оборотами человеческой психики, хотя, по собственному признанию автора, его никогда не привлекали и не привлекают романы ужасов и мистика. Он даже никогда не читал подобную литературу. Среди своих любимых авторов он отмечал Грэма Грина, Фёдора Достоевского, Роберта Натана и Рэя Брэдбери.
Он написал произведение короткой формы — короткую повесть «Где-то там» (1999), в которой объяснял, что мертвецы, находясь в загробном мире, не понимают, что они уже мертвы. Эта 100-страничная повесть должна была по замыслу стать романом, но Блэтти не расширил её. Он написал по ней сценарий.
Жил в Монтесито (Montecito) в штате Калифорния, был женат, семеро детей.

### Смерть
Блэтти умер от множественной миеломы 12 января 2017 года, в больнице Бетесды, штата Мэриленд, через пять дней после своего 89-го дня рождения.

## Произведения

### Романы
- 1959 — Какой путь в Мекку, Джек? (Which Way to Mecca, Jack?)
- 1963 — Джон Голдфэрб, подойди, пожалуйста (John Goldfarb, Please Come)
- 1965 — Я Билли Шекспир! (I Billy Shakespeare!)
- 1966 — Сверкая — сверкай, убийца Кэйн (Twinkle, Twinkle, Killer Kane) — изд. «Curtis Books». — 144 с. (п) ISBN 0-502-09143-6

То же: 1978 — Под названием «Девятая конфигурация» (The Ninth Configuration) — изд. «Harper & Row». — 135 с. (п) ISBN 0-06-010359-0 — переработанный и дополненный вариант
- 1971 — Изгоняющий дьявола (The Exorcist) — изд. «Harper & Row». — 340 с. (п) ISBN 0-06-010365-5
- 1983 — Легион (Legion) — изд. «Collins»

То же: 1990 — Под названием «Изгоняющий дьявола 3: Легион» (The Exorcist III: Legion) — изд. «Simon & Schuster» — [Адаптировано под новеллизацию кинофильма]
- 1996 — Пятый демон, ничего не значащее изгнание дьявола: Миф (Demons Five, Exorcist Nothing: A Fable). — изд. «Dutton / Donald I. Fine»

### Сборники
- 1998 — «Изгоняющий дьявола» и «Легион»: Киносценарии (Exorcist and Legion, The Screenplays)

### Повести
- 1999 — Где-то там (Elsewhere) // антология «999», ред. Эл Сэррэнтонио (Al Sarrantonio) — с.561-664

### Другие книги
- 1973 — Я скажу им, что помню вас (I’ll Tell Them I Remember You) — автобиография
- 1974 — Уильям Питер Блэтти об «Изгоняющем дьявола»: От романа к фильму (William Peter Blatty on 'The Exorcist': From Novel to Film)
- 1978 — Если были демоны, тогда возможно были и ангелы: Любимая история об изгоняющем дьявола Уильяма Питера Блэтти (If There Were Demons Then Perhaps There Were Angels: William Peter Blatty’s Own Story of the Exorcist) / В соавт. с Раем Смитом (Rae Smith)
- 2010 — Безумный (Crazy)
- 2010 — Димитр (Dimiter)

## Экранизации
- 1973 — «Изгоняющий дьявола» (The Exorcist) — продюсер, автор сценария по собственному роману «Изгоняющий дьявола», актёр в эпизодической роли
- 1977 — «Изгоняющий дьявола 2: Еретик» (Exorcist II: The Heretic) — автор первоисточника
- 1980 — «Девятая конфигурация» (The Ninth Configuration) — режиссёр, продюсер, автор сценария по собственному роману «Девятая конфигурация», актёр в эпизодической роли (в титрах не указан)
- 1990 — «Изгоняющий дьявола 3» (The Exorcist III) — режиссёр, автор сценария по собственному роману «Легион»
- 2000 — Изгоняющий дьявола: Версия, которую вы никогда не видели (The Exorcist: The Version You’ve Never Seen) — продюсер, автор сценария по собственному роману «Изгоняющий дьявола», актёр в эпизодической роли
- 2004 — Изгоняющий дьявола: Начало (Exorcist: The Beginning) — автор первоисточника
- 2005 — Изгоняющий дьявола: Приквел (Dominion: Prequel to the Exorcist) — автор первоисточника
- 2016 — Изгоняющий дьявола (The Exorcist), телесериал — автор первоисточника

### Премии и награды
Золотой глобус:
- 1973 — победитель Лучший сценарий («Изгоняющий дьявола»)
- 1980 — победитель Лучший сценарий («Девятая конфигурация»)

Оскар:
- 1973 — победитель Лучший адаптированный сценарий («Изгоняющий дьявола»)
- 1973 — номинация Лучший фильм («Изгоняющий дьявола»)